# Felicytologia
Felicytologia (łac. felicitas, ‘szczęście’; gr. λογóς, ‘nauka’, ‘słowo’) – w filozofii, teoria kształtowania życia szczęśliwego; dział etyki stawiający pytanie: „jak żyć, aby być szczęśliwym i nie popaść w stan nieszczęśliwości”.
„Felicytologia” – także zespół doktryn formułujących normy, które wskazują sposoby osiągnięcia szczęścia.

## Interpretacje pojęcia „szczęście”

### Filozofia
Filozofowie od zarania dziejów starają się znaleźć drogi prowadzące do szczęścia. Na poczet tych poszukiwań powstał nawet specjalny termin: „felicytologia”. Określa się nim zasady, dzięki którym można czerpać radość z życia.
Zasadniczo zagadnieniem „szczęścia” wśród greckich filozofów zajmował się Arystoteles („Etyka nikomachejska”). W starożytnym Rzymie prekursorem był Seneka Młodszy („De vita beata”). Pojęciem tym zajmowali się także: św. Augustyn z Hippony, św. Tomasz z Akwinu, Fontanella, La Metrie, Mandeville.

### Tatarkiewicz oszczęściu
Z polskich filozofów najważniejszą postacią, która interpretowała pojęcie szczęścia był Władysław Tatarkiewicz, który swoje przemyślenia zawarł w „Summa de beatitudine” (O szczęściu). Jest to unikalna pozycja w literaturze światowej. M. Jaworski, biograf W. Tatarkiewicza, pisze: „Zawiera przegląd podstawowych koncepcji szczęścia i dróg jego osiągania... Nie jest to poradnik praktyczny, ale głęboka refleksja nad jedną z fundamentalnych kategorii etycznych. Książka ta może najpełniej prezentuje ‘etyczny optymizm’ szkoły lwowsko-warszawskiej”. Tatarkiewicz tę problematykę analizował już w 1918 roku, wygłaszając na ten temat odczyt w Warszawskim Towarzystwie Filozoficznym, a w 1920 roku na Uniwersytecie w Wilnie. W 1918 roku publikuje w Przeglądzie Filozoficznym rozprawkę pt. „Pojęcie szczęścia a wymagania prawidłowej terminologii”, utrzymana w duchu „higienicznych zadań filozoficzno-językowych podjętych przez szkołę lwowską”.
Tatarkiewicz wyróżnia cztery pojęcia szczęścia:
- „szczęśliwy po pierwsze jest ten, komu sprzyja pomyślny los”
- po drugie – „kto zaznał najintensywniejszych radości”
- po trzecie – „kto posiada najwyższe dobra lub przynajmniej dostatni bilans życia”
- po czwarte – „kto jest zadowolony z życia”[4].

Kontynuuje też definicję „szczęścia” w dwóch wersjach: „szczęściem jest trwałe, pełne i uzasadnione zadowolenie z życia”, albo: „szczęściem jest życie dające trwałe, pełne i uzasadnione zadowolenie”

## Inne poglądy
Najważniejszym składnikiem poglądu na temat możliwości uszczęśliwienia w skali społecznej, cywilizacyjnej, jest wyróżnienie dwu rodzajów felicytologii praktycznej, z jednakowym wnioskiem odnośnie do skuteczności i sensowności obu:
- felicytologia nagła, czyli niespodziewana
- felicytologia powolna, czyli ewolucyjna – „każda cywilizacja tak czy inaczej powolutku sama da sobie radę; w sposób nagły zaś można uszczęśliwić albo po dobremu, albo siłą. Uszczęśliwianie siłą sprowadza, jak wykazuje rachunek, sto do ośmiuset razy więcej nieszczęść niż powstrzymanie się od wszelkiej aktywności. Po dobremu zaś uszczęśliwiać też nie można, bo – aczkolwiek wydaje się to dziwne – skutki są takie same... Jednostek uszczęśliwiać nie można, a społeczności nie wolno...”[6].

## Znaczenie pojęć pokrewnych
- Szczęście – sytuacja zupełnego zaspokojenia podstawowych pragnień jednostki, homeostaza (stan zupełnej satysfakcji, stan intensywnej radości).
- Zadowolenie z życia – uczucie bilansujące nasz stosunek do życia, którego człowiek doznaje, uświadamiając sobie swe szczęście.
- Afirmacja życia – potwierdzenie, aprobowanie, pozytywny stosunek do życia.
- Optymizm – pogląd na świat lub postawa życiowa przejawiająca się w skłonności do dostrzegania w każdym zjawisku ich stron pozytywnych.
- Entuzjazm – zapał, uniesienie, uwielbienie, zachwyt.
- Humor – specyficzna forma emocji radości, związanej ze śmiechem, prowokowane przez bodźce komiczne, a wymagającej od podmiotu trafnego rozpoznawania znaczeń i własności tych bodźców.